# Wilhelm-Leuschner-Straße (Worms)
Die Wilhelm-Leuschner-Straße in Worms ist die direkte Verbindungsstraße zwischen dem Hauptbahnhof und der Innenstadt. Sie ist heute eine Fußgängerzone.

## Geografische Lage
Die Wilhelm-Leuschner-Straße erstreckte sich ursprünglich vom Obermarkt in westlicher Richtung über das Neutor zum Hauptbahnhof. Mit dem später in den Wallanlagen errichteten Lutherdenkmal und deren gärtnerischer Umgestaltung entstand ein Anlagenring, der den Straßencharakter unterbricht.

## Bezeichnung
Bis zur Mitte des 19. Jahrhunderts trug der damalige Weg die Bezeichnung Karmeliter Straße. Nach 1888 und vor 1890 wurde sie in Kaiser-Wilhelm Straße umbenannt, nach dem Zweiten Weltkrieg schließlich zu Ehren des Politikers und Widerstandskämpfers Wilhelm Leuschner in Wilhelm-Leuschner-Straße. Umgangssprachlich wird sie in Worms immer noch als „KW“ (für: Kaiser-Wilhelm-Straße) bezeichnet. Nicht zu verwechseln ist sie mit der heutigen Karmeliterstraße, die erst in der zweiten Hälfte des 19. Jahrhunderts angelegt wurde, zunächst Schulstraße hieß und im Winkel von 90° von der Wilhelm-Leuschner-Straße abzweigt.

## Geschichte

### Vorgeschichte

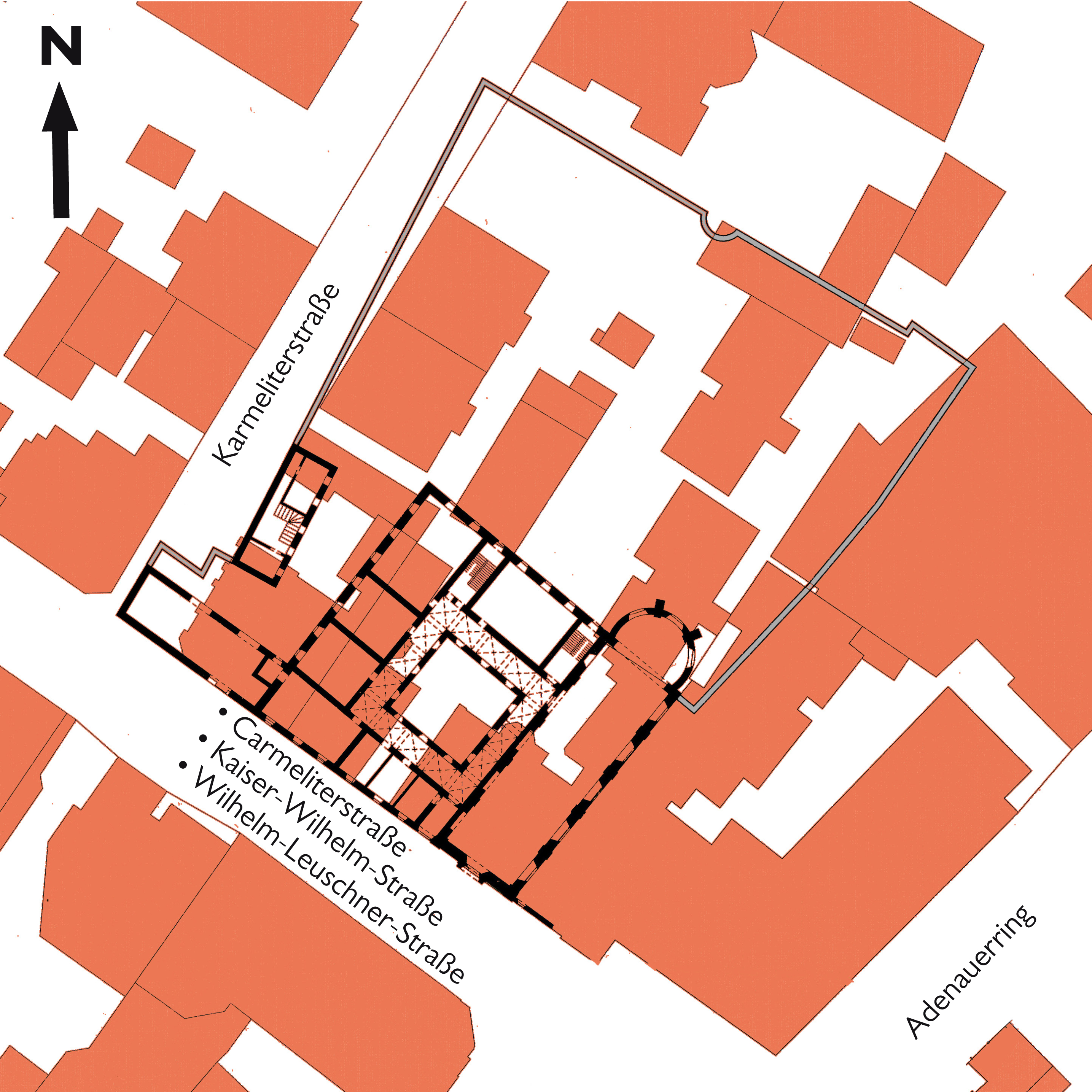
Lage des Karmeliterklosters an der Straße

Die Bebauung von Worms beschränkte sich bis in die Mitte des 19. Jahrhunderts weitgehend auf das Gebiet, das der innere, hochmittelalterliche Mauerring umschloss, ferner die Andreas-Vorstadt im Süden und die Mainzer Vorstadt im Norden. Die Karmeliter Straße trug ihren Namen nach dem früheren Karmeliterkloster, das an diesem Weg lag und in der Folge der Französischen Revolution aufgelöst worden war. Gebäude des Klosters wurden bis weit in das 19. Jahrhundert als Militärlazarett weiter genutzt. Sie lagen wenige Meter westlich und außerhalb des Mauerrings. Dahinter erstreckten sich Gärten und Felder, bevor die Straße in den Liebenauer Weg überging.
Als die Stadt und die Hessische Ludwigsbahn 1852 die endgültige Position des ersten Wormser Bahnhofs festlegten, der 1853 in Betrieb ging, kam dessen Empfangsgebäude ausdrücklich in der Achse der Karmeliter Straße zu liegen.

### Erste Phase: Wohnstraße

Villa des Kreisrates Pfannebecker, ca. 1890

Die Straße, bis dahin ein nicht ausgebauter Weg, erhielt damit eine herausragende Verkehrsbedeutung für Worms. Entlang der Straße entstanden Neubauten, vor allem einzeln stehende Wohnhäuser. Städtebauliche Lenkungsmaßnahmen gab es für diese Neubebauung nicht. In der Folge entwickelte sich das Straßenbild inhomogen, als zunehmend auch größere, mehrstöckige Gebäude errichtet wurden.
Der Zustand der Straße war zunächst schlecht: Unbefestigt löste sich deren Oberfläche nach einigen Stunden Regen in Matsch auf. Auch eine Beleuchtung gab es zunächst nicht. Aus Geldmangel zögerte die Stadtverwaltung mit Investitionen. So sollten fürs Erste zwei Öllampen – eine an jedem Ende der etwa 800 Meter langen Straße – ausreichen; schließlich wurden es vier. Erst ab 1860 war die Straße gepflastert. Die Stadt musste dazu einen Kredit aufnehmen. Allein der Basalt für die Pflastersteine kostete 8000 Gulden. Hilfreich war auch, dass der Kreisrat Johann Pfannebecker an der Straße ein Grundstück besaß, auf dem er ein repräsentatives dreigeschossiges Wohnhaus errichtete. Mittelständische Unternehmer und Handwerker siedelten sich hier an. Die Straße entwickelte sich zu einer bevorzugten Wohnadresse der Stadt.

### Zweite Phase: Geschäftsstraße

Kaiser-Wilhelm-Straße 12 zur Zeit des Jugendstils, 1901 oder kurz danach

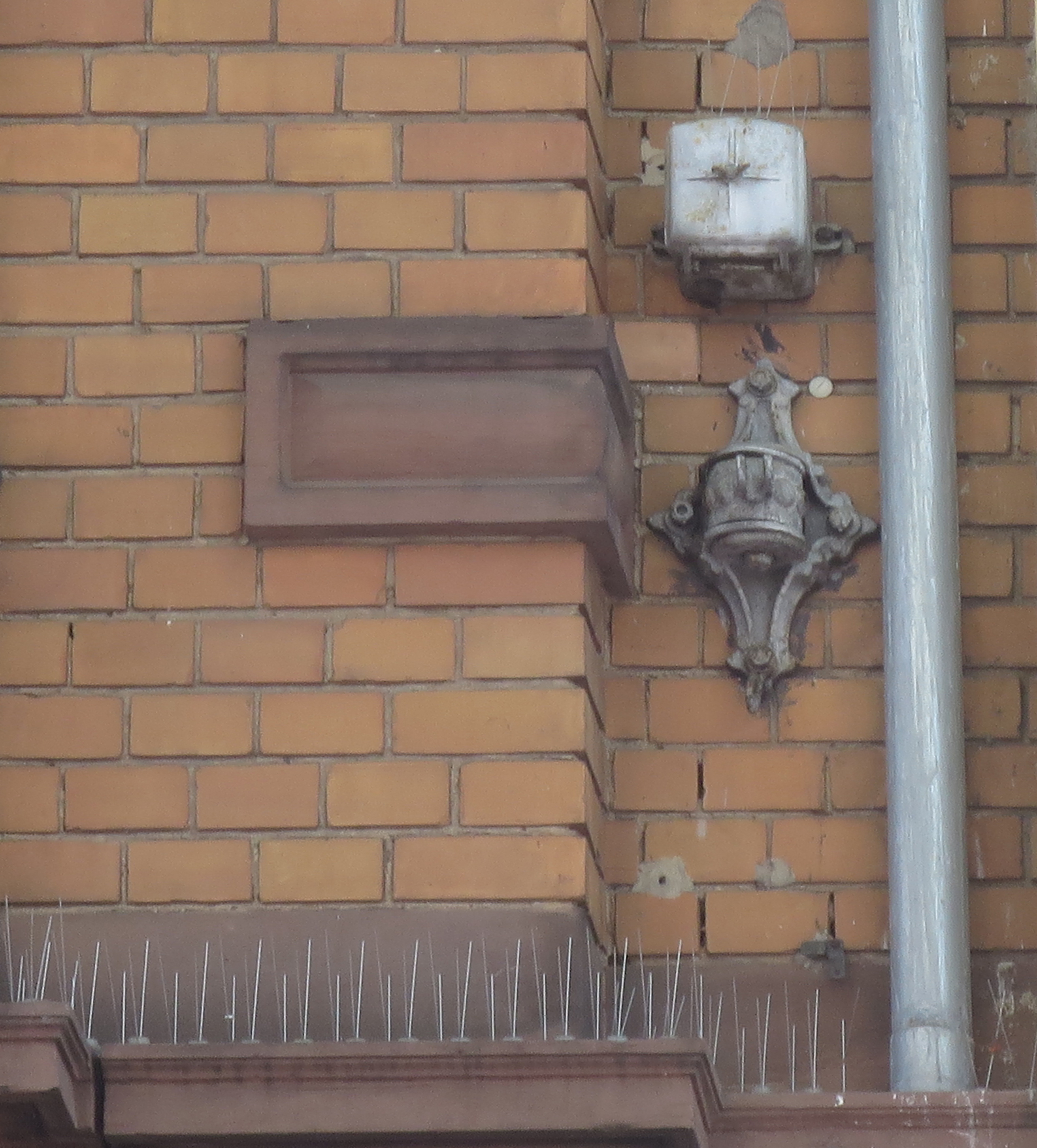
Halterung für die Oberleitung der Straßenbahn am Haus Nr. 24

Ab den 1870er Jahren nahm die Bebauungsdichte zu und am Ende des 19. Jahrhunderts wandelte sich die Kaiser-Wilhelm-Straße in eine Geschäftsstraße. Soweit dazu nicht Neubauten entstanden, wurden die Erdgeschosse der bestehenden Gebäude in Ladenlokale umgebaut. Im weiteren Verlauf kam es zu einigen extravaganten Lösungen mit üppigen Dekorationen im Jugendstil, von denen jedoch keine erhalten sind.
Von der Einrichtung 1906 bis zu ihrer Stilllegung 1956 führte die Städtische Straßenbahn durch die KW. Als eines der wenigen Zeugnisse des Straßenbahnbetriebs befindet sich an der Fassade des Hauses Nr. 24 noch eine Halterung für die Oberleitung der Straßenbahn.

### Gegenwart

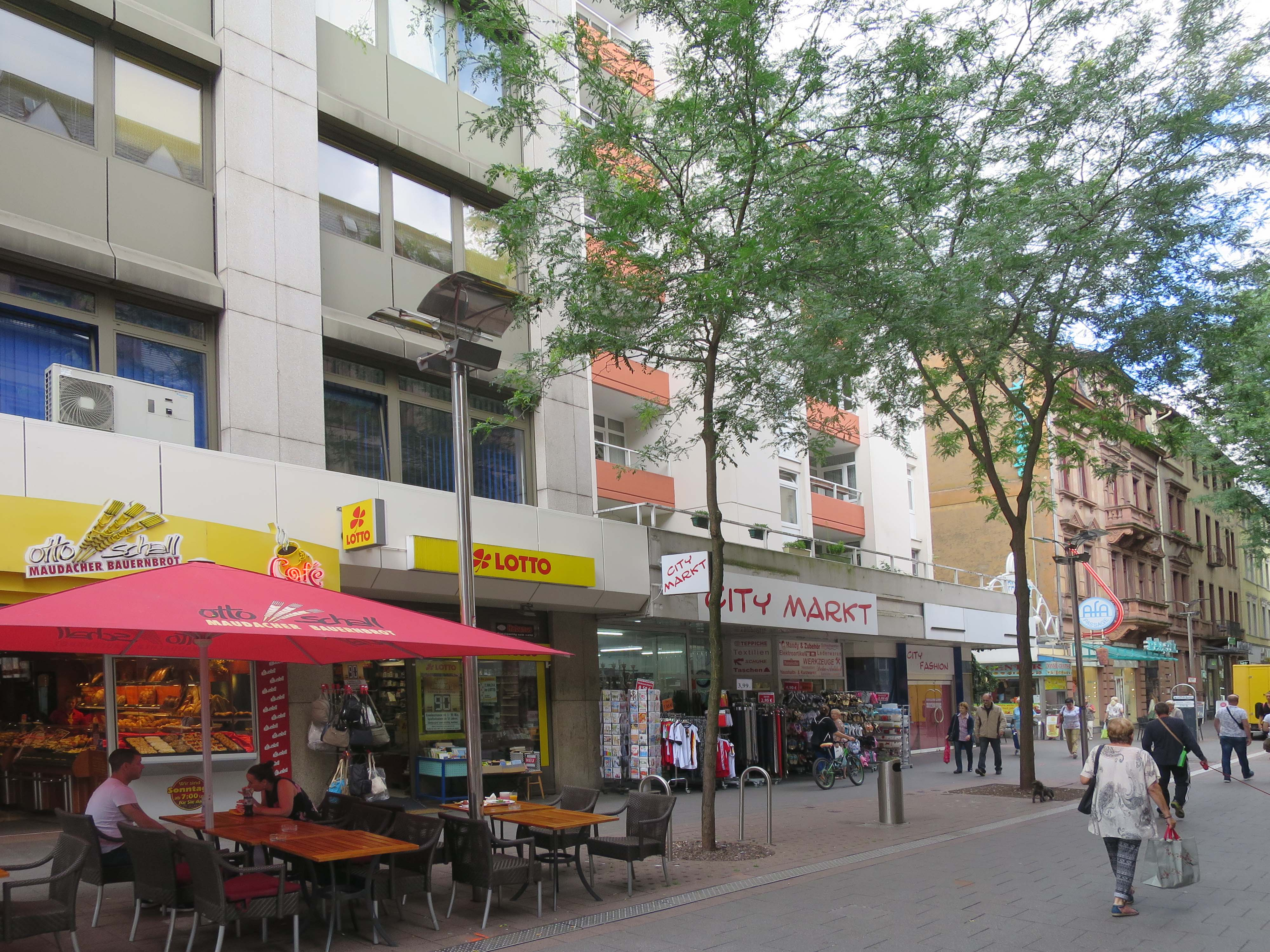
Ein Abschnitt der Wilhelm-Leuschner-Straße im Sommer 2018

Durch die Zerstörung im Zweiten Weltkrieg, den anschließenden Wiederaufbau und folgende Modernisierungsmaßnahmen gab es erhebliche Verluste an historischer Bausubstanz. Mitte der 1970er Jahre wurde die Straße autofrei zur Fußgängerzone umgestaltet. Der dabei errichtete Zierbrunnen an der Einmündung Rathenaustraße wurde 2003 durch den Nibelungenliedbrunnen ersetzt.
Als sich auch in Worms ein erheblicher Teil des Einzelhandels an die Peripherie der Innenstadt verlagerte, fand in der Wilhelm-Leuschner-Straße ein Niedergang statt. Noch 1992 war sie als „eine der wichtigsten Wormser Geschäftsstraßen“ bewertet worden. Ein Teil der Geschäfte schloss inzwischen und es folgten Billiganbieter, Ein-Euro-Läden, Drogerieketten, Telefonshops und Leerstand. Auch die Modernisierung der Fußgängerzone, die weiterhin zu Fuß die kürzeste Verbindung zwischen Bahnhof und Innenstadt ist, konnte diesen Prozess nicht verhindern.

## Gebäude

### Denkmalzone

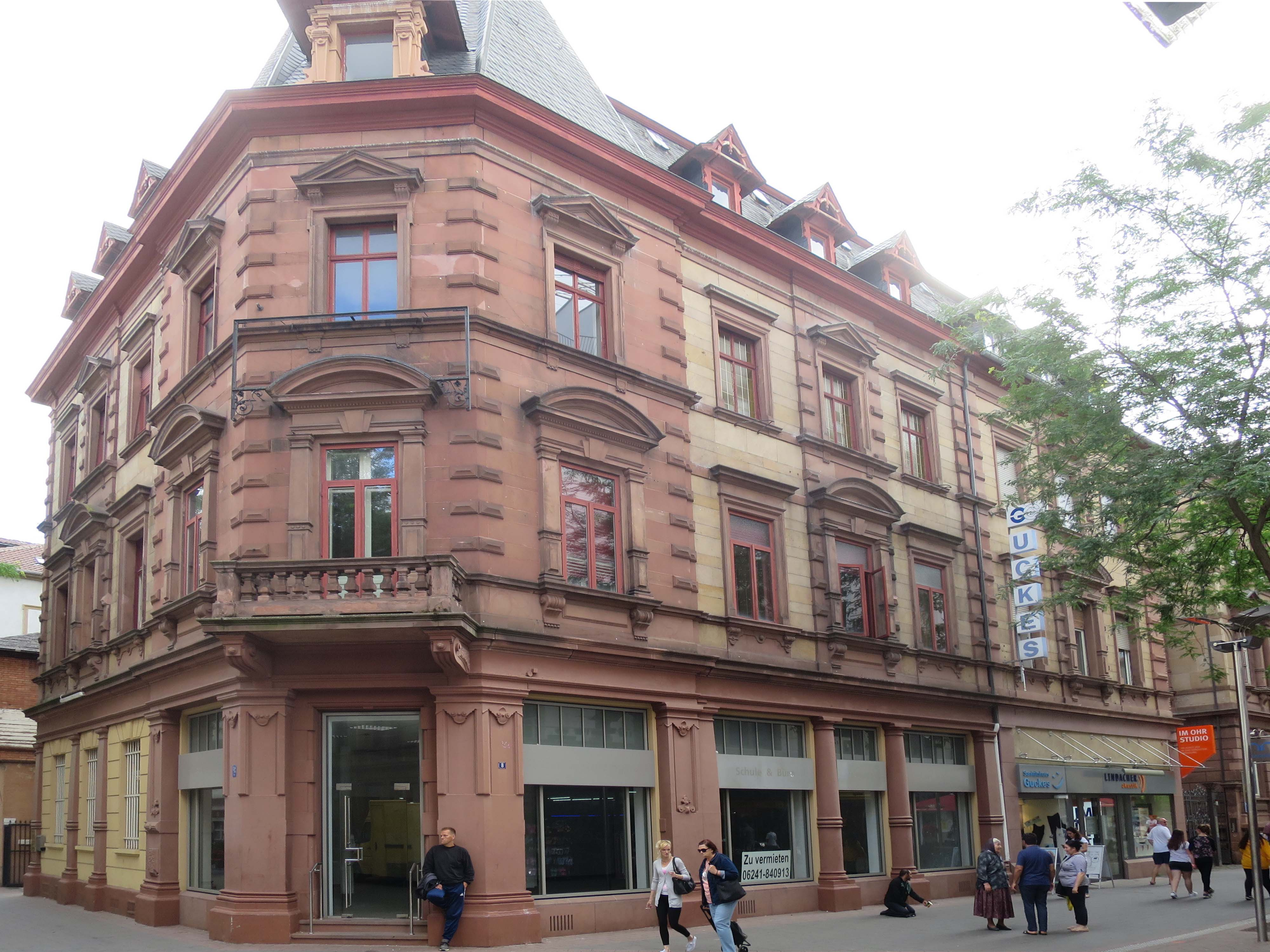
Der Gebäudekomplex Wilhelm-Leuschner-Straße 8, 6 und 4

Die Wilhelm-Leuschner-Straße 4–12 und 14 bilden eine Denkmalzone nach dem rheinland-pfälzischen Denkmalschutzgesetz, wobei die Gebäude Nr. 4, 8 und 11 zugleich Einzelkulturdenkmäler sind.

### Einzelgebäude

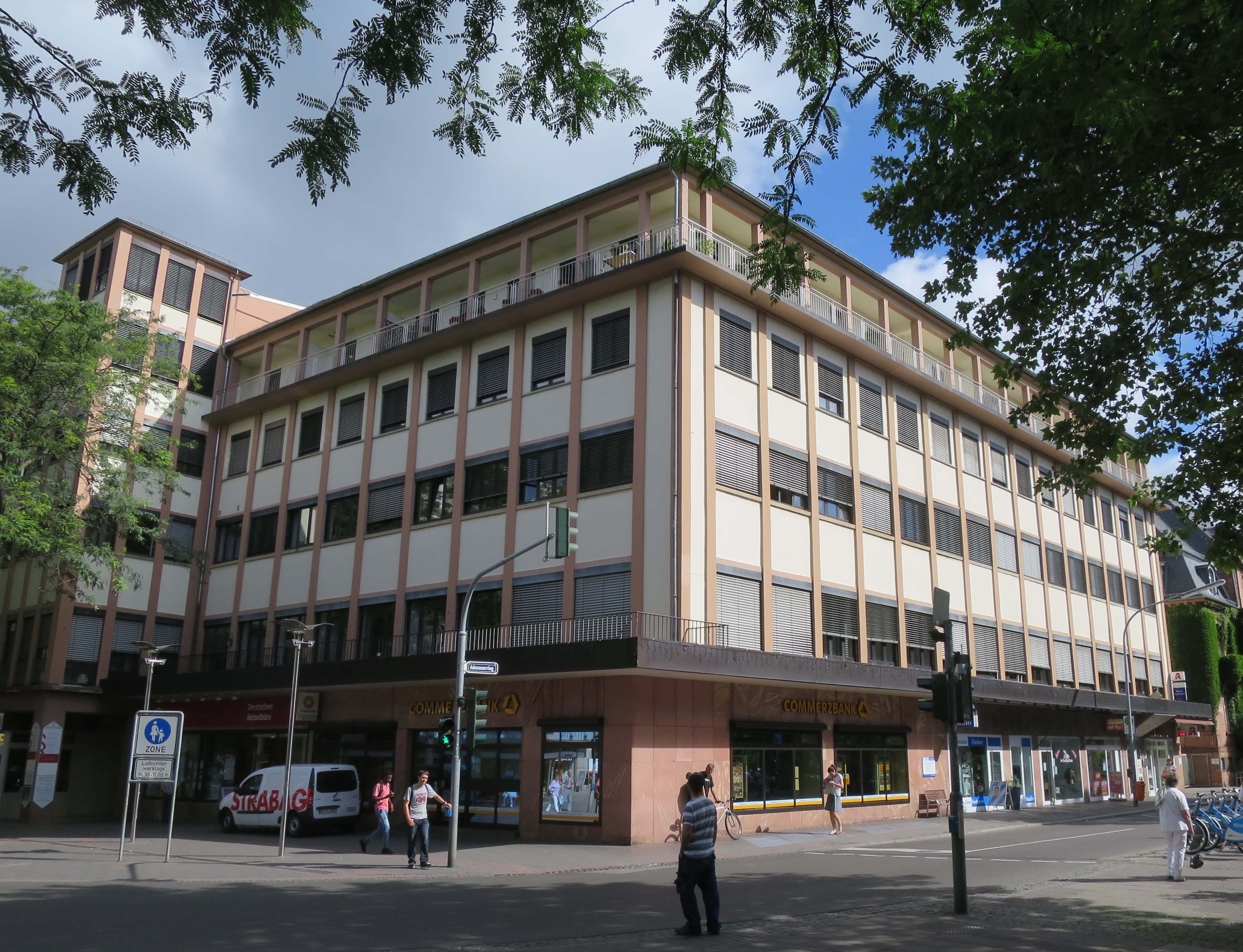
Wilhelm-Leuschner-Straße 2

- Nr. 1 wurde als Villa für den Finanzrat Bollermann errichtet, dessen einzige Erbin seine Tochter war. Sie heiratete in die Familie Valckenberg ein, die das Haus bis zu seiner Zerstörung im Zweiten Weltkrieg nutzte.[19] Anfang der 1980er Jahre entstand das heutige Büro- und Geschäftshaus, das die einstöckige Ladenzeile aus der Nachkriegszeit ersetzte.
- Nr. 2 Hier wurde zwischen 1860 und 1867 eine Villa für den Lederfabrikanten Nikolaus Andreas Reinhart, Mitinhaber der Lederwerke Doerr & Reinhart, errichtet.[20] Sie wurde ebenfalls im Zweiten Weltkrieg zerstört. An gleicher Stelle wurde 1949 ein zeittypisches Wohn-, Büro- und Geschäftshaus, das „Europahaus“, errichtet, das heute Kulturdenkmal ist.[21]

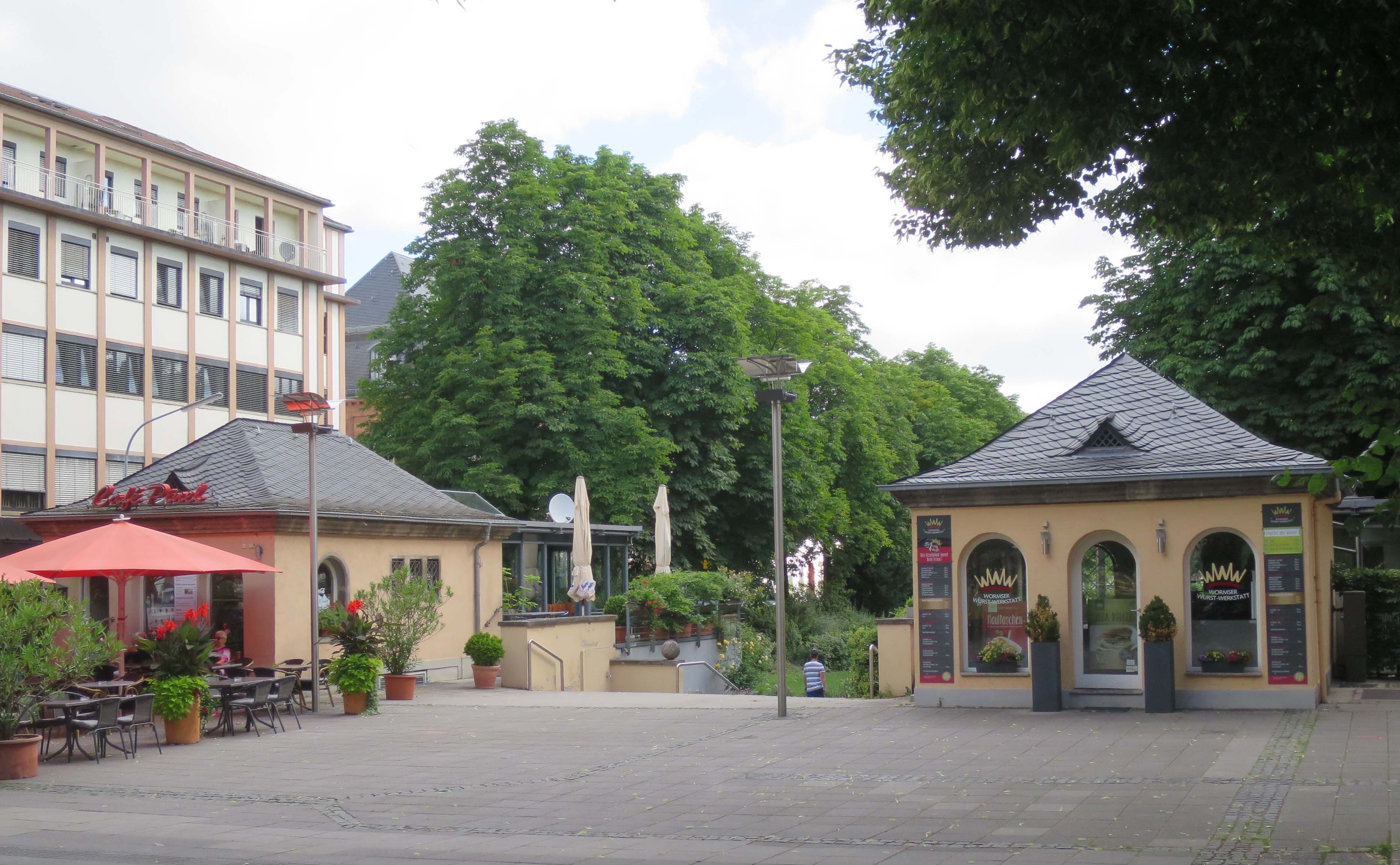
Pavillons in der Promenade

- 2A und 2B, zwei Verkehrshäuschen genannte Pavillons, die das Stadtbauamt 1925 südöstlich des heutigen Konrad-Adenauer-Rings in der Grünanlage der Promenade errichten ließ, zählten ebenfalls noch zur Wilhelm-Leuschner-Straße. Sie sind Kulturdenkmäler,[22] gehören nach der Umwidmung 2013 aber heute zum Parmaplatz.[23]
- Nr. 3 ist ein Neubau aus den 1970er Jahren.
- Nr. 4 wurde von dem damals vorwiegend in Mannheim tätigen Architekten Wilhelm Manchot 1884/85[Anm. 3] als Wohnhaus für die Bauunternehmer Georg und Friedrich Zucker errichtet.[24] Es ist sowohl ein Einzelkulturdenkmal als auch zusammen mit den benachbarten Gebäuden Nr. 5–12 und 14 als Teil einer Denkmalzone Kulturdenkmal.[25] Im Hinterhof befindet sich ein Gebäude mit einem barocken Portal. Da dieses Hintergebäude 1884 nicht vorhanden war, kann das Portal dort nur zweitverwendet eingebaut worden sein. Eine Datierung des gesamten Hinterhauses ins 18. Jahrhundert[26] trifft also nicht zu.
- Nr. 5 wurde von Karoline Boller (Witwe von Aloys Boller) 1890 bei Ludwig Euler beauftragt. Es bildet baulich eine Einheit mit der benachbarten Nr. 7. Aloys Boller hatte hier sein Wohnhaus, sein Büro, ein Grabsteinlager und vielleicht auch eine kleine Werkstatt. Das dreigeschossige Wohnhaus seiner Witwe im Stil der Neorenaissance ist zumindest noch in der Fassade erhalten.[27] Es ist zusammen mit den benachbarten Gebäuden Nr. 4, 6–12 und 14 als Teil einer Denkmalzone Kulturdenkmal.[28]
- Nr. 6 wurde ebenfalls von Wilhelm Manchot für Friedrich Zucker 1886 errichtet. Dieses Haus war aber – im Gegensatz zu dem Wohnhaus der Auftraggeber (Nr. 4) – für Vermietung oder Weiterverkauf gedacht und enthielt deshalb im Erdgeschoss Ladenlokale.[29] Es ist zusammen mit den benachbarten Gebäuden Nr. 4, 5, 7–12 und 14 als Teil einer Denkmalzone Kulturdenkmal.[30]
- Nr. 7 wurde ebenfalls von Karoline Boller 1890 bei Ludwig Euler beauftragt. Das dreigeschossige Wohnhaus im Stil der Neorenaissance wurde im Zweiten Weltkrieg schwer beschädigt und in vereinfachten Formen wieder aufgebaut.[31] Es ist zusammen mit den benachbarten Gebäuden Nr. 5–6 und 8–12 sowie 14 als Teil einer Denkmalzone Kulturdenkmal.[32] Es bildet baulich eine Einheit mit der benachbarten Nr. 5. In den oberen Stockwerken der Nr. 7 ist allerdings die ursprüngliche Baudekoration weitgehend verloren.
- Nr. 8 wurde ebenfalls von Wilhelm Manchot für Friedrich Zucker 1886 errichtet. Auch dieses Haus war für Vermietung oder Weiterverkauf gedacht und enthielt deshalb im Erdgeschoss Ladenlokale. Zudem war es das Eckgebäude zur heutigen Karmeliterstraße und wurde auch am dort gelegenen Flügel mit einer prächtigen Außendekoration im Stil der Neorenaissance versehen.[33] Es ist sowohl ein Einzelkulturdenkmal als auch zusammen mit den benachbarten Gebäuden Nr. 4–7, 9–12 und 14 als Teil einer Denkmalzone Kulturdenkmal.[34]

- Nr. 9, ein neoklassizistisches Gebäude, ist zusammen mit den benachbarten Gebäuden Nr. 4–8, 10–12 und 14 als Teil einer Denkmalzone Kulturdenkmal.[35] Hier befindet sich heute das Café Schmerker.
- Nr. 10 wurde um 1874 von Johann David Straub errichtet.[36] Für den Eck-Erker, der über die Baufluchtlinie hinausragte, erhielt er aus „gestalterischen Gründen“ eine Ausnahmegenehmigung.[37] Das Gebäude ist zusammen mit den benachbarten Gebäuden Nr. 4–9, 11, 12 und 14 als Teil einer Denkmalzone Kulturdenkmal.[38] Hier befindet sich heute die Karmeliter Apotheke.
- Nr. 11 Hier stand seit 1860 das Worret’sche Etablissement, das erste Café-Haus am Platz. Bis zur Errichtung des Städtischen Spiel- und Festhauses war dessen Saal der wichtigste Versammlungsort des Wormser Bürgertums. Das im Wesentlichen einstöckige Gebäude hatte eine 35 Meter breite Front zur Straße hin. Der hintere Bereich des Grundstücks wurde als Gartenwirtschaft betrieben. Das Dach wurde zeit- und teilweise als bewirtschaftete Terrasse genutzt. Zum Eckgebäude an der Luisenstraße wurde das Café erst nachträglich, als diese um 1872 ausgewiesen wurde.[39] Als sich die Kaiser-Wilhelm-Straße in den 1880er Jahren zur Geschäftsstraße wandelte und die dortigen Grundstückspreise entsprechend stiegen, war die Baufläche an der Kaiser-Wilhelm-Straße viel zu wertvoll, um hier die einstöckige Bebauung des Cafés weiter zu betreiben. Das sehr tiefe Grundstück wurde geteilt, das Café – nun mit der Adresse „Luisenstraße 7“ – in den hinteren Grundstücksteil verlegt und der an der Kaiser-Wilhelm-Straße gelegene Grundstücksteil verkauft. Letzterer wurde in drei Grundstücke unterteilt (heute: Nr. 11, 13 und 15), aber 1889 mit einer einheitlich gestalteten Häuserzeile im Stil der Neorenaissance bebaut. Ein erster Entwurf dafür stammte von Ludwig Hofmann,[Anm. 4] umgesetzt aber wurde ein Entwurf des Pirmasenser Architekten Georg Neff.[40] Nur die historische Fassade der Nr. 11 blieb erhalten und wurde in den frühen 1990er Jahren in den zusammenhängenden Neubau eines Geschäfts- und Bürohauses integriert, der die Hausnummern 11, 13 und 15 umfasst. Diese ist sowohl ein Einzelkulturdenkmal als auch zusammen mit den benachbarten Gebäuden Nr. 4–10, 12 und 14 als Teil einer Denkmalzone Kulturdenkmal.[41]

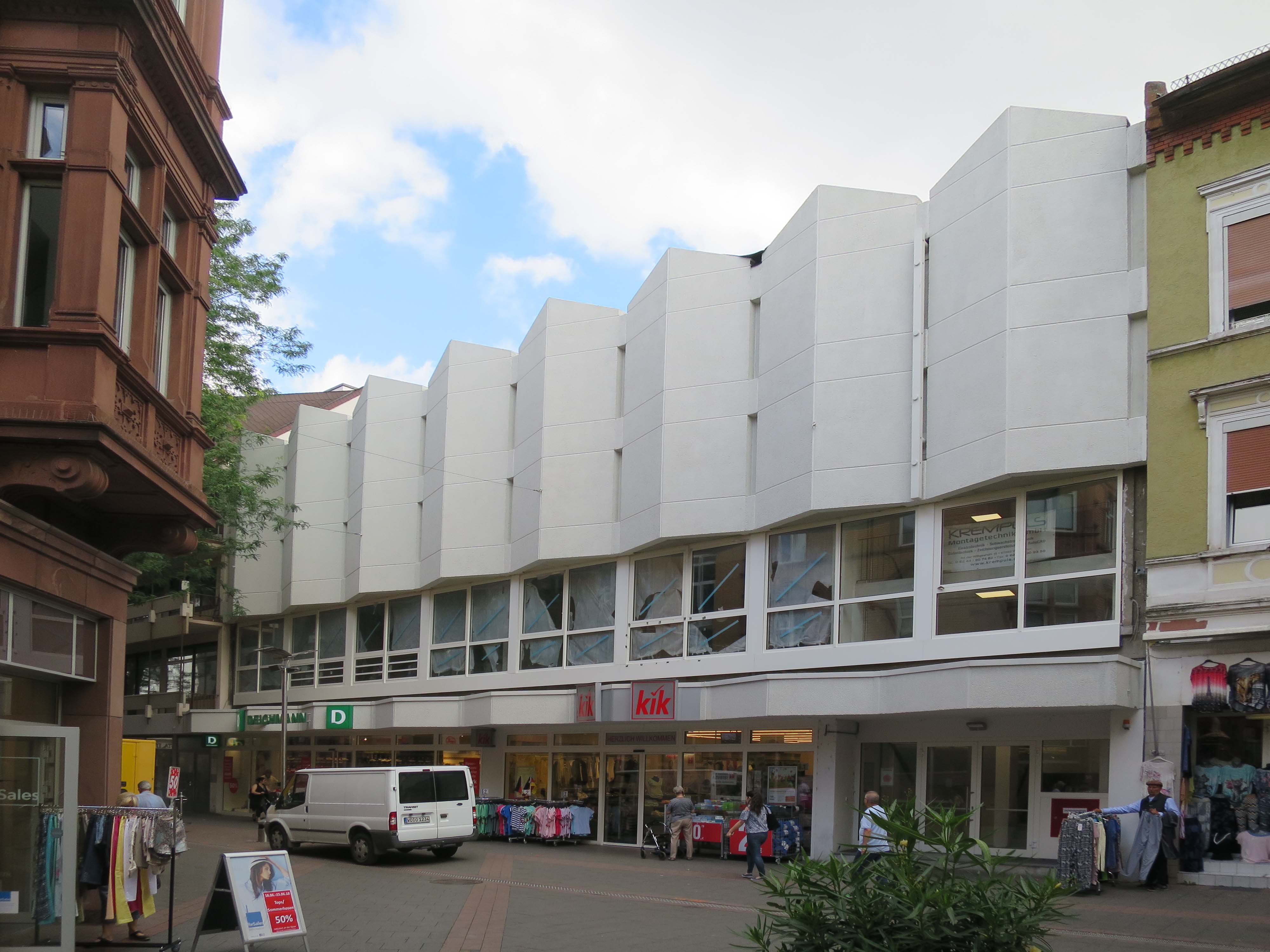
Ehemaliger C&A, Nr. 16

- Nr. 12 hatte eine wechselvolle Geschichte mit einem Wandel von einem unscheinbaren dreigeschossigen, einfachen klassizistischen Gebäude über mehrere Umbauten, darunter einen neugotischen bis hin zu einem mondänen Geschäftshaus mit französischer Jugendstilfassade. Danach wurde die Baudekoration fast vollständiger beseitigt. Nur das erhaltene Hoftor und die Rahmung des Fensters im Erker im zweiten Stock lässt den früheren Reichtum erahnen.[42] Es ist zusammen mit den benachbarten Gebäuden Nr. 4–10 und 14 als Teil einer Denkmalzone Kulturdenkmal.[43]
- Nr. 13. Auch hier stand zunächst seit 1860 ein Teil des Worret’schen Etablissements (vgl. zu Nr. 11). Ein späteres Gebäude wurde im Zweiten Weltkrieg zerstört.
- Nr. 14 ist ein schmaler nur dreiachsiger Bau im klassizistischen Stil. Es ist zusammen mit den benachbarten Gebäuden Nr. 4–12 als Teil einer Denkmalzone Kulturdenkmal.[44]
- Nr. 15. Auch hier stand zunächst seit 1860 ein Teil des Worret’schen Etablissements (vgl. zu Nr. 11). Das Nachfolgegebäude wurde im Zweiten Weltkrieg zerstört.

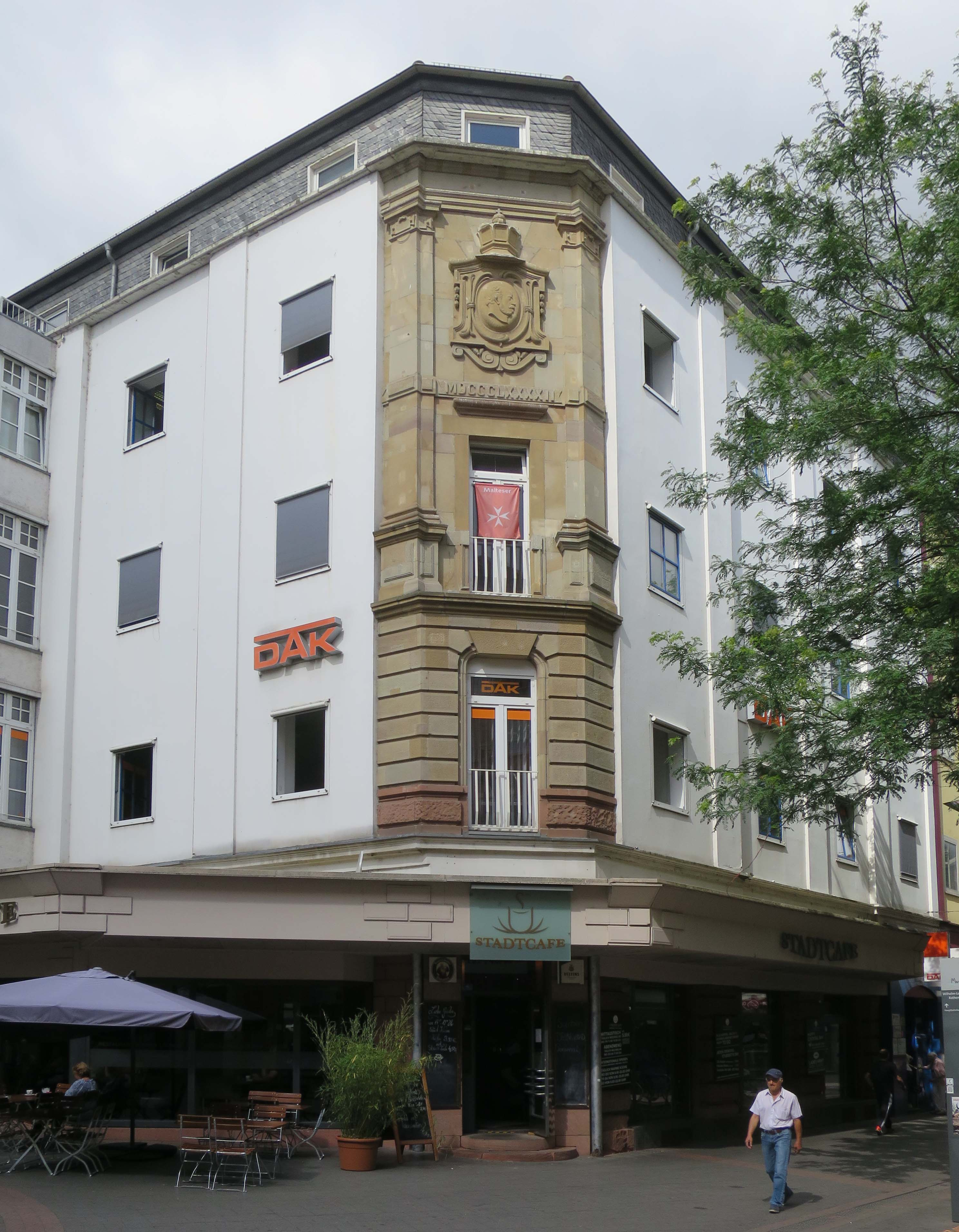
Ehemaliges Hotel Kaiserkrone, Nr. 19

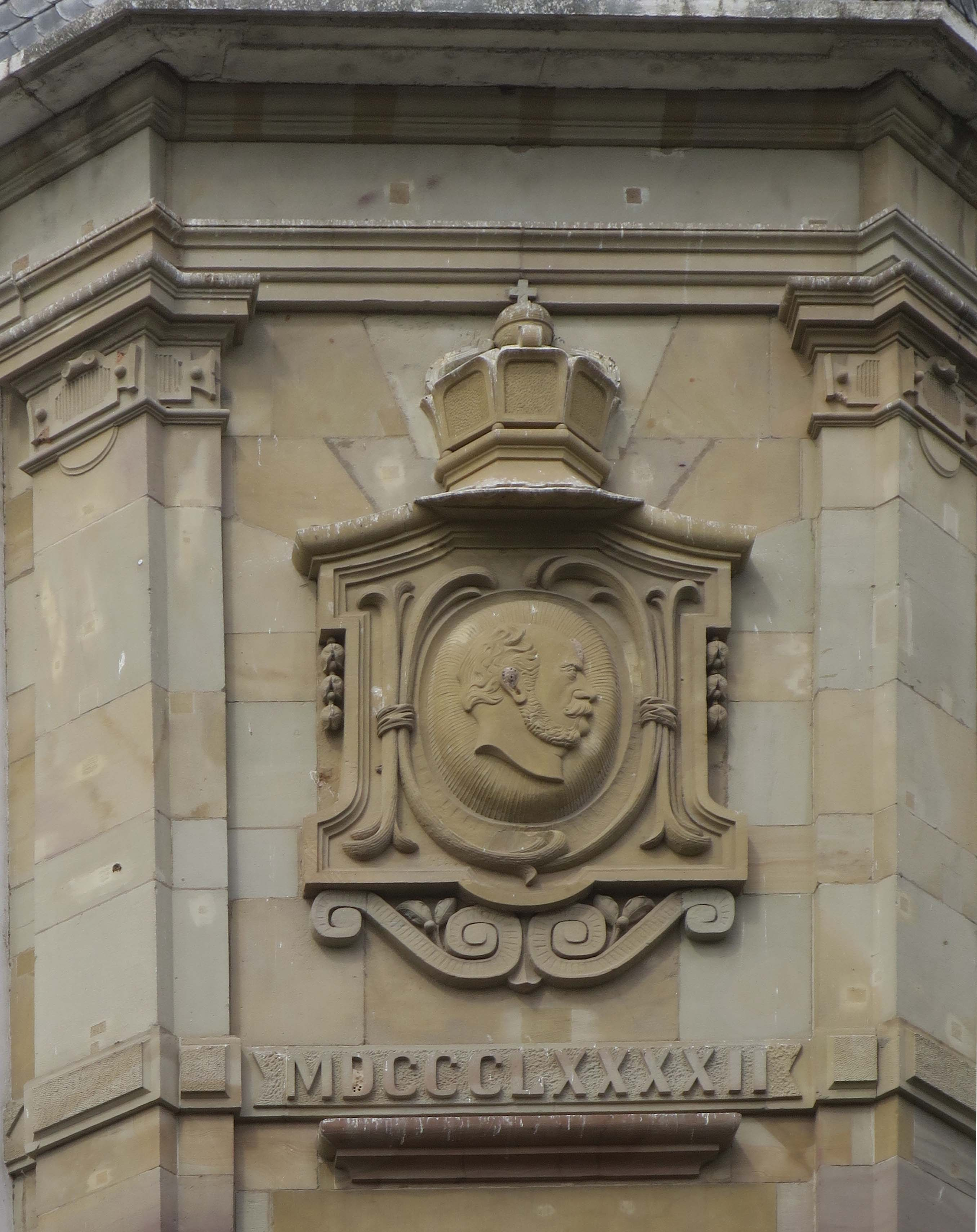
Kaisermedaillon, Hotel Kaiserkrone

- Nr. 16 gehörte zu den frühen Bauten in der Straße noch aus den 1860er Jahren und war in einfachem, klassizistischem Stil gehalten. Es überstand den Zweiten Weltkrieg nahezu unversehrt. Noch in den 1960er Jahren war die wandfeste Ausstattung erhalten. In den 1970er Jahren wurde es zugunsten eines Geschäftsbaus abgerissen, in dem sich vor dem Bau der Kaiser Passage lange Zeit eine C&A-Filiale befand. Dieser Ersatzbau ist heute untergenutzt.[45]
- Nr. 17: Neubau, ca. 1960er.
- Nr. 18: Neubau, ca. 1970.
- Nr. 19 (Ecke zur heutigen Rathenaustraße) war das Hotel Reichskrone. Es wurde 1890 in einem zurückhaltenden Neobarock errichtet und nutzte die Ecklage für einen repräsentativen Eingang und eine sich über diesen Bauteil erhebende Kuppel sowie ein monumentales Medaillon mit dem Porträt Kaiser Wilhelm I. und darüber dem Relief der Reichskrone.[46] Unter der modernen Fassadenverkleidung soll die historische Fassade noch erhalten sein.[47]
- Nr. 20 war ein einfaches, zweigeschossiges Gebäude. Es stand bereits 1875, als es von einem Bäcker gekauft wurde, der dort in einem Hinterhaus seine Bäckerei betrieb. 1898 gehörte das Gebäude den Brüdern Hanauer, die ein Möbelgeschäft führten. Sie ließen den gesamten Gebäudebestand auf dem Grundstück abreißen und errichteten dort ein Wohn- und Geschäftshaus mit Verkaufsräumen zur Kaiser-Wilhelm Straße hin, weiteren Ausstellungsräumen sowie Textil- und Polsterwerkstätten im rückwärtigen Flügel. Während der Entwurf für das Gebäude von einem örtlichen Bauunternehmer stammte, wurde die Fassade von Heinrich Metzendorf in „altdeutschem“ Stil gestaltet. 1910 wurde das Gebäude von einem neuen Eigentümer umgebaut und als Lebensmittelgeschäft genutzt.[48] Das Gebäude wurde im Zweiten Weltkrieg zerstört. Heute steht hier eine Bebauung aus den 1950er Jahren.
- Nr. 21 ist ein Wohn- und Geschäftshaus aus den 1980er Jahren.
- Nr. 22A–C und das benachbarte Grundstück Nr. 24 gehörten ursprünglich zusammen. Hier entstand noch vor 1860 die dreigeschossige Villa von Johann Pfannebecker, ehemals Kreisrat (Landrat) des Kreises Worms.[49] Nach dem Tod seiner Witwe wurde es von den Erben kurz nach 1887 verkauft und geteilt. Hier entstand nach dem Abriss der Pfannebeckerschen Villa eine Zeile von drei Wohn- und Geschäftshäusern. Die historistischen Fassaden entwarf Hermann Haldenwang[50]. Sie sind nicht erhalten.
  - 22A wurde 1951 errichtet (Bauinschrift) und beherbergt seitdem die Schwanen-Apotheke.
  - 22B Wohn- und Geschäftshaus aus den 1950er Jahren.
  - 22C Wohn- und Geschäftshaus aus den 1950er Jahren.
- Nr. 23 ist ein historisches Gebäude. Seine sechs Fensterachsen sind zu drei Paaren geordnet. Der Mittelrisalit trägt einen Ziergiebel. Die sonstige Baudekoration ist weitgehend verloren.
- Nr. 24 gehörte auch zu dem vormals Pfannebeckerschen Grundstück, war damals wohl Garten und wurde nach dem Verkauf durch dessen Erben zuerst bebaut,[51] und zwar mit dem Eckhaus zur Renzstraße als Tuchhandlung von Moritz Blum und Alexander Jekel. Das Geschäft bestand hier bis 1901. Die Fassade des Gebäudes entwarf das Büro Köchler & Karch aus Mannheim.[52] Das Gebäude ist im Prinzip erhalten, nur die Ladeneinbauten im Erdgeschoss wurden stark verändert. An der Fassade des Hauses befindet sich eine Halterung für die Oberleitung der Wormser Straßenbahn – eines der letzten dinglichen Zeugnisse dieses 1956 stillgelegten Betriebs.
- Nr. 25 ist ein als Geschäftshaus um 1875 errichteter neoklassizistischer Putzbau mit farbigen Sandsteinteilen. Es ist Kulturdenkmal.[53]

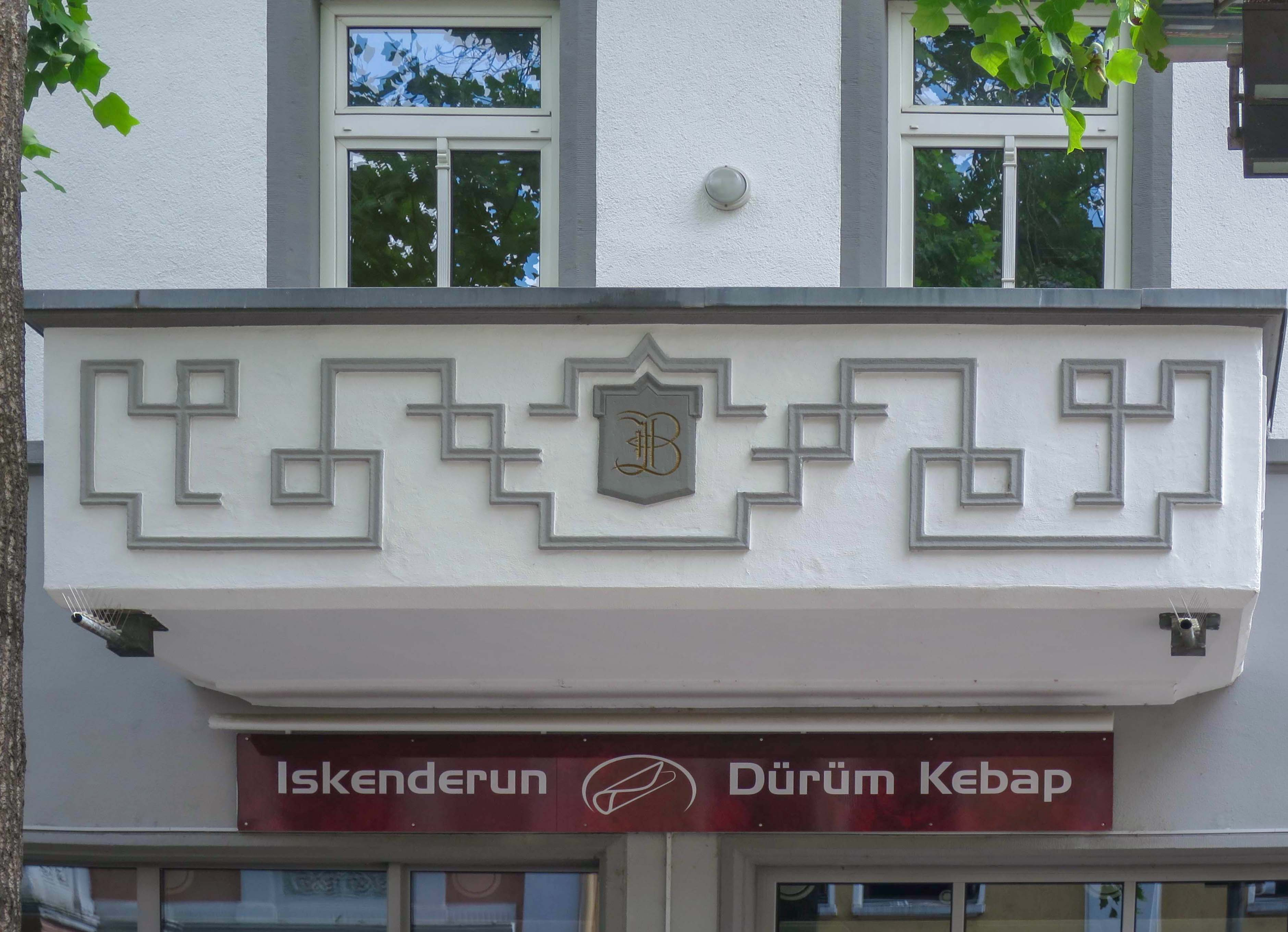
Expressionismus in der Wilhelm-Leuschner-Straße, Nr. 26

- Nr. 26 ist ein historisches, sechsachsiges Gebäude. Die beiden äußeren Fensterpaare sind jeweils einander zugeordnet. Reste neobarocken Bauschmucks sind – vor allem in der Dachzone – erhalten. Das Gebäude trägt einen expressionistischen, später angefügten Balkon.
- Nr. 27 ist ein fünfachsiges Gebäude. Ursprünglich wohl klassizistisch und aus den 1870er Jahren, ist ein Teil der Dekorationselemente moderner und in der Zwischenkriegszeit angebracht worden.
- Nr. 28 ist ein fünfachsiges, klassizistisches Gebäude.
- Nr. 29 wurde als Hotel „Europäischer Hof“ errichtet und ist zugleich die Eckbebauung der Wilhelm-Leuschner-Straße zum Bahnhofsvorplatz. Das Gebäude ist erhalten, allerdings komplett seines historistischen Bauschmucks entkleidet.
- Nr. 30 ist die gegenüberliegende Eckbebauung der Wilhelm-Leuschner-Straße zum Bahnhofsvorplatz hin. Gleichwohl wurde der Bauplatz erst 1891 genutzt. Hier entstand das Hotel Kaiserhof. Der Entwurf stammte von Wilhelm Manchot: Hinter einer einheitlichen Fassade eines „Grand Hotel“ entstanden zunächst zwei Gebäude: Das Hotel und ein Wohnhaus.[54] Wenige Jahre später wurde der Wohnhausteil in die Hotelnutzung mit einbezogen.[55] Das Hotel war vor dem Ersten Weltkrieg das erste Haus am Platz.[56]

## Kreuzung mit dem Konrad-Adenauer-Ring
An der Kreuzung von Wilhelm-Leuschner-Straße und Konrad-Adenauer-Ring zeigt eine Fußgängerampel Martin Luther als Ampelmännchen. Damit wird an Luthers Auftritt vor dem Reichstag zu Worms im Jahr 1521 erinnert. In der Nähe der Kreuzung steht das Wormser Lutherdenkmal.

## Anmerkungen

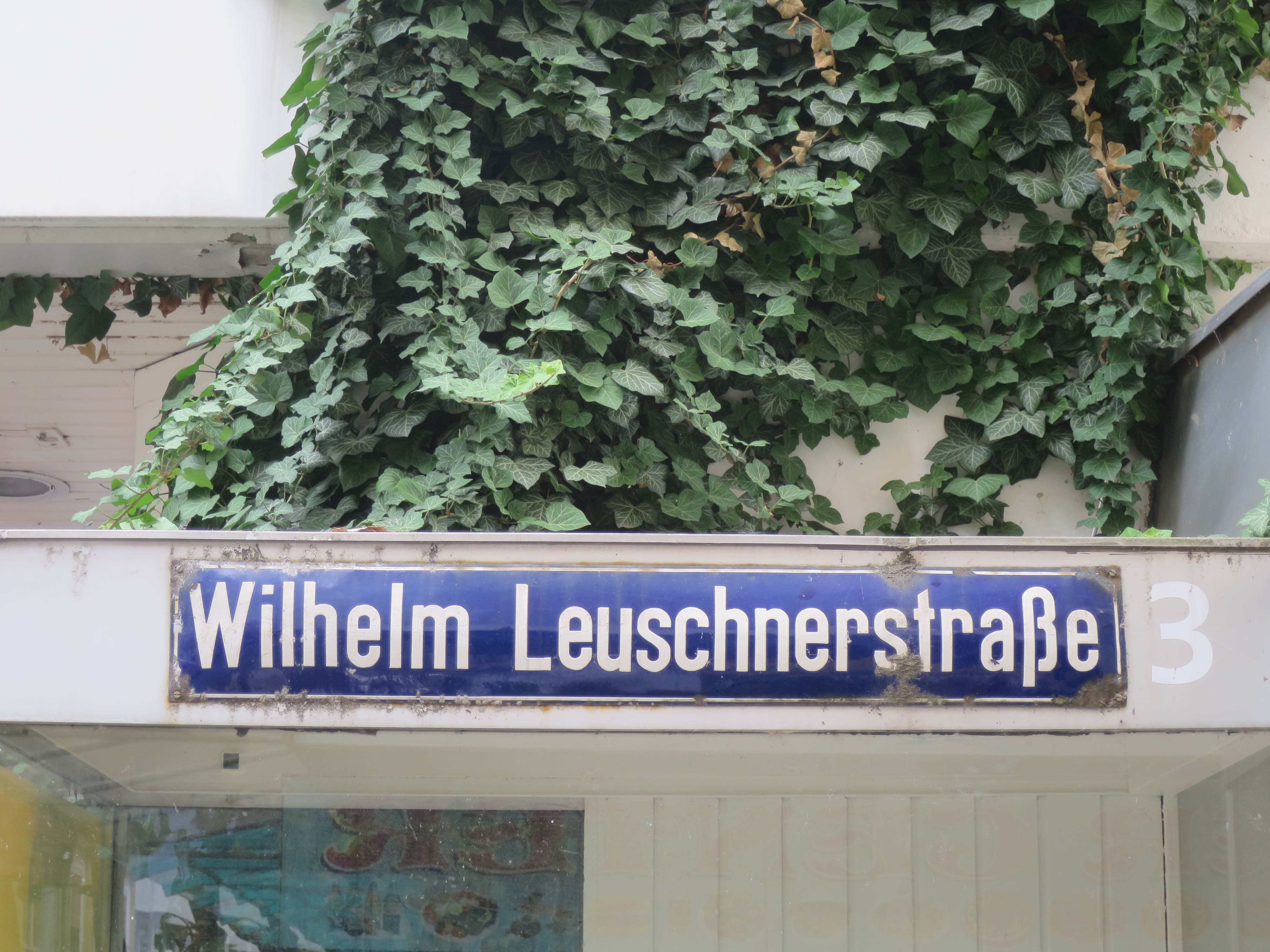
Ein altes Straßenschild mit falscher Schreibweise des Straßennamens